# Music from Big Pink
| Recensione                        | Giudizio       |
| --------------------------------- | -------------- |
| AllMusic                          | [ 3 ]          |
| Storia della musica               | [ 4 ]          |
| The New Rolling Stone Album Guide | [ 5 ]          |
| Sputnikmusic                      | 5.0 (Classic)  |
| Piero Scaruffi                    | [ 7 ]          |
| Ondarock                          | Pietra miliare |
| Dizionario del Pop-Rock           | [ 9 ]          |
| 24.000 dischi                     | [ 10 ]         |

Music From Big Pink è l'album di debutto del gruppo folk rock The Band, pubblicato dalla Capitol Records nel luglio del 1968.
Il disco contiene una delle loro canzoni più conosciute, il brano The Weight.

## Il disco
Con un suono rude, arrangiamenti apparentemente caotici, e un caratteristico mix di country, folk, rock e soul, Music From Big Pink è generalmente considerato uno degli album migliori della band, assieme al successivo The Band. L'album venne concepito in seguito alla dipartita dall'impiego di band di supporto di Bob Dylan, nel tour del 1966 (sotto il nome di The Hawks) e al tempo passato con Dylan in una casa di Saugerties, New York. La casa era rosa e ispirò il titolo dell'album.
Inizialmente la critica per l'album fu positiva, anche se le vendite furono magre: l'intervista di Al Kooper col giornale Rolling Stone contribuì a metterlo in mostra. Inoltre, il fatto che Bob Dylan avesse scritto tre canzoni dell'album aiutò le vendite.
L'album arrivò al 30º posto della Billboard 200.
La stessa rivista Rolling Stone metterà Music From Big Pink al 34º posto della sua lista dei 500 migliori album di tutti i tempi.
L'album suscitò reazioni anche nei musicisti contemporanei: Eric Clapton disse che il rock delle origini dell'album gli suggerì l'idea di chiudere con i Cream. Anche George Harrison e Richard Wright mostrarono il loro apprezzamento.

## Tracce

### LP
Lato A
1. Tears of Rage – 5:16 (Bob Dylan, Richard Manuel)
2. To Kingdom Come – 3:20 (Robbie Robertson)
3. In a Station – 3:35 (Richard Manuel)
4. Caledonia Mission – 2:54 (Robbie Robertson)
5. The Weight – 4:40 (Robbie Robertson)

Lato B
1. We Can Talk – 3:03 (Richard Manuel)
2. Long Black Veil – 3:01 (Marijohn Wilkin, Danny Dill)
3. Chest Fever – 5:12 (Robbie Robertson)
4. Lonesome Suzie – 4:08 (Richard Manuel)
5. This Wheel's on Fire – 3:10 (Bob Dylan, Rick Danko)
6. I Shall Be Released – 3:16 (Bob Dylan)

### CD
Edizione CD del 2000, pubblicato dalla Capitol Records (72435-25390-2)
1. Tears of Rage – 5:24 (Bob Dylan, Richard Manuel)
2. To Kingdom Come – 3:22 (Robbie Robertson)
3. In a Station – 3:35 (Richard Manuel)
4. Caledonia Mission – 2:59 (Robbie Robertson)
5. The Weight – 4:39 (Robbie Robertson)
6. We Can Talk – 3:07 (Richard Manuel)
7. Long Black Veil – 3:06 (Marijohn Wilkin, Danny Dill)
8. Chest Fever – 5:19 (Robbie Robertson)
9. Lonesome Suzie – 4:04 (Richard Manuel)
10. This Wheel's on Fire – 3:14 (Bob Dylan, Rick Danko)
11. I Shall Be Released – 3:19 (Bob Dylan)
12. Yazoo Street Scandal – 4:02 (Robbie Robertson) – Traccia bonus - Outtake
13. Tears of Rage – 5:32 (Bob Dylan, Richard Manuel) – Traccia bonus - Alternate Take
14. Katie's Been Gone – 2:47 (Richard Manuel, Robbie Robertson) – Traccia bonus - Outtake
15. If I Lose – 2:30 (Charlie Poole) – Traccia bonus - Outtake
16. Long Distance Operator – 3:58 (Bob Dylan) – Traccia bonus - Outtake
17. Lonesome Suzie – 3:00 (Richard Manuel) – Traccia bonus - Alternate Take
18. Orange Juice Blues (Blues for Breakfast) – 3:40 (Richard Manuel) – Traccia bonus - Outtake - Demo
19. Key to the Highway – 2:28 (Big Bill Broonzy) – Traccia bonus - Outtake
20. Ferdinand the Imposter – 3:59 (Robbie Robertson) – Traccia bonus - Outtake - Demo

## Formazione
Tears of Rage
- Richard Manuel - voce solista, pianoforte
- Rick Danko - basso, accompagnamento vocale-coro
- Robbie Robertson - chitarra elettrica
- Garth Hudson - organo Lowrey, sassofono soprano
- Levon Helm - batteria, tambourine
- John Simon - sassofono tenore

To Kingdom Come
- Robbie Robertson - voce solista, chitarra elettrica
- Richard Manuel - voce solista, pianoforte
- Rick Danko - basso
- Levon Helm - batteria
- Garth Hudson - organo Lowrey

In a Station
- Richard Manuel - voce solista, pianoforte
- Rick Danko - basso, accompagnamento vocale-coro
- Robbie Robertson - chitarra elettrica, chitarra acustica
- Garth Hudson - clavinet, pianoforte elettrico
- Levon Helm - batteria

Caledonia Mission
- Rick Danko - voce solista, basso
- Richard Manuel - accompagnamento vocale-coro
- Robbie Robertson - chitarra elettrica, chitarra acustica
- Garth Hudson - organo Lowrey
- Levon Helm - batteria
- John Simon - pianoforte

The Weight
- Levon Helm - voce solista, batteria
- Rick Danko - voce solista, basso
- Richard Manuel - organo Hammond, accompagnamento vocale-coro
- Robbie Robertson - chitarra acustica
- Garth Hudson - pianoforte

We Can Talk
- Richard Manuel - voce solista, pianoforte
- Levon Helm - voce solista, batteria
- Rick Danko - voce solista, basso
- Robbie Robertson - chitarra elettrica
- Garth Hudson - organo Lowrey

Long Black Veil
- Rick Danko - voce solista, basso
- Richard Manuel - pianoforte elettrico, accompagnamento vocale-coro
- Levon Helm - batteria, accompagnamento vocale-coro
- Robbie Robertson - chitarra acustica
- Garth Hudson - organo Lowrey

Chest Fever
- Richard Manuel - voce solista, pianoforte
- Robbie Robertson - chitarra elettrica
- Rick Danko - basso, violino
- Levon Helm - batteria
- Garth Hudson - organo Lowrey, sassofono tenore
- John Simon - sassofono baritono

Lonesome Suzie
- Richard Manuel - voce solista, pianoforte
- Robbie Robertson - chitarra elettrica
- Rick Danko - basso
- Levon Helm - batteria
- Garth Hudson - organo Lowrey, sassofono soprano

This Wheel's on Fire
- Rick Danko - voce solista, basso
- Richard Manuel - pianoforte, accompagnamento vocale-coro
- Robbie Robertson - chitarra elettrica
- Garth Hudson - clavinet (con fuzz), organo Lowrey
- Levon Helm - batteria

I Shall Be Released
- Richard Manuel - voce solista, pianoforte
- Levon Helm - batteria, accompagnamento vocale-coro
- Rick Danko - basso, accompagnamento vocale-coro
- Robbie Robertson - chitarra acustica
- Garth Hudson - organo Lowrey[15]

Note aggiuntive
- John Simon - produttore
- Don Hahn - ingegnere del suono
- Tony May - ingegnere del suono
- Shelly Yakus - ingegnere del suono
- Bob Dylan - dipinto della copertina
- Elliott Landy, fotografie

## Classifica
Album
| Anno | Classifica    | Posizione raggiunta |
| ---- | ------------- | ------------------- |
| 1968 | Billboard 200 | 30                  |

Singoli
| Anno | Titolo del brano | Classifica        | Posizione raggiunta |
| ---- | ---------------- | ----------------- | ------------------- |
| 1968 | The Weight       | Billboard Hot 100 | 63                  |